# هيكتور إيسلاس مندوزا
هيكتور إيسلاس مندوزا (بالإسبانية: Héctor Islas Mendoza) هو لاعب كرة قدم مكسيكي في مركز الوسط، ولد في 8 سبتمبر 1967 في مدينة مكسيكو في المكسيك. لعب مع كروز آزول ونادي أمريكا.